# کرشنزو داموره
کرشنزو داموره (ایتالیایی: Crescenzo D'Amore؛ ۲ آوریل ۱۹۷۹ – ۱ دسامبر ۲۰۲۴) دوچرخه‌سوار اهل ایتالیا بود.